# 细茎毛兰
细茎毛兰（学名：Eria tenuicaulis），为兰科毛兰属下的一个植物种。